# 2012年民主進步黨主席選舉
民主進步黨第十四屆黨主席選舉，於2012年5月27日舉行，是民主進步黨自1998年第八屆黨主席選舉以來所舉辦的第七次黨員直選黨主席。選舉方式採用直接、平等、無記名、單記、相對多數投票制度。在當年的總統選舉中，民進黨提名的總統候選人也是時任的黨主席蔡英文敗選，選舉後蔡英文宣布辭去黨主席職務，但經中央黨部挽留後決定留任至二月底為止。而黨主席的其餘任期，則由中央執行委員會共同推舉的時任高雄市市長陳菊代理。
該次選舉共有五位參選人，依抽籤順序分別為：前任立法委員蔡同榮、前任臺南縣縣長蘇煥智、前任民主進步黨主席許信良、前任行政院副院長吳榮義、以及前任行政院院長蘇貞昌。民進黨於5月27日晚間宣布開票結果，蘇貞昌以55,894票勝出，當選民主進步黨第14屆黨主席，得票率50.47%；蘇煥智以23,281票次之，得票率21.02%；吳榮義得票數為16,315票，得票率14.73%；蔡同榮得票數為12,497票，得票率為11.28%；而許信良則獲得2,763票，得票率2.49%。蘇貞昌並於同年5月30日宣誓就職，再度回鍋擔任黨主席一職。

## 選舉作業時程
民進黨中常會於2012年3月14日決議黨主席選舉作業的時程：
| 民主進步黨第14屆黨主席選舉作業時程 | 民主進步黨第14屆黨主席選舉作業時程       |
| 辦理日期                           | 作業項目                                 |
| ---------------------------------- | ---------------------------------------- |
| 2012年4月2日                       | 中央黨部發佈公告。                       |
| 2012年4月9日至4月13日              | 參選人領表及受理登記。                   |
| 2012年4月14日至4月28日             | 黨中央向登記參選人進行溝通協調。         |
| 2012年4月18日                      | 中執會審查候選人資格。                   |
| 2012年4月19日                      | 黨主席候選人抽籤決定號次。               |
| 2012年4月29日                      | 黨中央在高雄市舉辦第一場電視政見發表會。 |
| 2012年5月6日                       | 黨中央在臺中市舉辦第二場電視政見發表會。 |
| 2012年5月12日                      | 黨中央在臺北市舉辦第三場電視政見發表會。 |
| 2012年5月27日                      | 進行黨員投票、開票。                     |
| 2012年5月30日                      | 中執會公告黨主席當選名單。               |

## 候選人及主要政見
民進黨內部共有五人表態有意參加黨主席選舉：
- 前臺南縣縣長蘇煥智，為民進黨內首位表態者，於2012年3月14日在國立臺灣大學校友會館發表參選聲明「團結、開創、再執政」[5]。蘇煥智強調自己參選代表「承先啟後、世代合作」、「沒有派系包袱，超越派系利益，團結民進黨」[6]，並於2012年4月9日，前往中央黨部完成登記[7]。
- 前行政院副院長吳榮義，於2012年4月8日以「榮耀‧價值‧民進黨」為主題召開記者會宣布參選黨主席 [8]。吳榮義強調，自己參選「不是為了個人或派系」，並主張發起「二次創黨運動」，重新點燃黨員的熱情[8]。2012年4月11日，吳榮義前往中央黨部完成登記[9]。
- 前行政院院長蘇貞昌，於2012年4月11日前往中央黨部完成登記，隨後並在黨部召開記者會發表參選聲明[10]。蘇貞昌表示為了讓民進黨有機會執政，他將超越現有的思考模式，打造一個「更符合人民期待的政黨」，並且要「找回創黨精神，堅持台灣價值」[10]。
- 前立法委員蔡同榮，於2012年4月12日宣布參選黨主席，並於隔日前往中央黨部完成登記[11]。蔡同榮亦提出推動公投運動、擴大黨員參與、增設副主席2至3位，加強對美國的外交工作、特赦陳水扁等多項主張[11]。
- 前黨主席許信良，則在黨主席選舉登記最後一天2012年4月13日，前往中央黨部完成登記[12]。許信良並提出「支持蔡英文再戰二○一六」、「成立兩岸關係委員會」等多項主張[12]。

此外，在2012年4月9日，一群民進黨青年黨員前往中央黨部領表，盼號召青年黨員一千五百人每人捐新臺幣一千元以湊足參選登記費新臺幣一百五十萬元，再派人登記參選黨主席。台灣青年公共事務協會發言人沈志霖於參選人領表登記時當場拿出新臺幣一百萬元，並宣稱青年黨員將參選到底；而前民進黨青年委員曾琮愷則呼籲青年黨員「用行動關心台灣、關心黨」。然而由於經費不足，青年黨員最後無人參選，轉而舉辦「挑戰黨主席」系列座談會，邀請五位黨主席候選人直接與人民對話。

### 候選人資歷
| 號次   | 1 | 2 | 3 |
| 候選人 | 蔡同榮 | 蘇煥智 | 許信良 |
| 學歷   | - 國立臺灣大學法律系畢業（1958） - 美國田納西大學政治系碩士（1962） - 美國南加州大學政治學博士（1969）                                                                                                   | - 國立臺灣大學法律系畢業（1980） - 輔仁大學法律研究所碩士（1991） | - 國立政治大學政治系畢業（1964） - 國立政治大學政治學研究所（1967） - 英國愛丁堡大學哲學碩士（1969） |
| 簡歷   | - 臺獨聯盟主席（1970-1971） - 臺灣人公共事務會會長（1982-1983） - 公民投票促進會會長（1990-2005） - 立法委員（1993-2012） - 民視董事長（1996-2003） - 主流聯盟召集人（2000-2006） - 中華馬拉松協會理事長 | - 陳水扁臺北市議員助理（1983-1984） - IBM臺灣分公司專利律師（1983-1989） - 群倫法律事務所負責律師（1986-1991） - 臺灣人權促進會副會長（1991-1992） - 立法委員（1992-2001） - 臺南縣縣長（2001-2010） - 國立清華大學講師 - 臺灣環境保護聯盟法律顧問 | - 中國國民黨中央黨部職員（1969） - 大學雜誌創辦人（1969） - 臺灣省議員（1973-1977） - 桃園縣縣長（1977-1979） - 美麗島雜誌社社長（1979） - 臺灣革命黨副總書記（1984-1986） - 民主進步黨主席（1992-1993，1996-1998） - 民主進步黨顧問（1993-1996） - 第十屆無黨籍總統候選人（2000） - 總統府資政（2000-2002） - 美麗島文化事業董事長（2009-現任） |
| 出生地 | 日治臺灣臺南州 | 中華民國臺灣省臺南縣 | 日治臺灣新竹州 |

| 號次   | 4 | 5 |  |
| 候選人 | 吳榮義 | 蘇貞昌 |  |
| 學歷   | - 國立臺灣大學經濟系畢業（1962） - 國立臺灣大學經濟研究所碩士（1965） - 比利時魯汶大學經濟學碩士（1968） - 比利時魯汶大學經濟學博士（1971） - 美國耶魯大學獎學金訪問學者 | - 國立臺灣大學法律學系畢業（1968） - 中華民國律師高等考試及格（1971） - 韓國慶南大學榮譽法學博士（2004） |  |
| 簡歷   | - 經濟學教授（1973-1992） - 行政院公平會委員（1992-1993） - 臺灣經濟研究院院長（1993-2005） - 經濟部貿易調查委員（1994-2000） - 總統府國策顧問（2001-2005） - 行政院消保會主委（2005-2006） - 行政院副院長（2005-2006） - 總統府資政（2006） - 臺灣期貨交易所董事長（2006-2007） - 臺灣證券交易所董事長（2007-2008） - 新台灣國策智庫董事長（2010-現任） | - 執業律師（1973-1983） - 臺灣省議員（1981-1989） - 屏東縣縣長（1989-1993） - 民主進步黨秘書長（1993-1997） - 立法委員（1996-1997） - 臺北縣縣長（1997-2004） - 總統府秘書長（2004-2005） - 民主進步黨補選黨主席（2005） - 行政院院長（2006-2007） - 第十二屆民進黨副總統候選人（2008） - 第五屆民進黨臺北市長候選人（2010） |  |
| 出生地 | 日治臺灣高雄州 | 中華民國臺灣省屏東縣 |  |

### 候選人政見

#### 蔡同榮
民進黨要再度執政，必須開拓新路：
1. 堅持黨的理想：要堅守「台灣主權獨立」的理想，維護民進黨黨魂。
2. 擴大黨員參與：要大幅增加黨代表、中執委與中常委名額、增設副主席2至3位，恢復黨員投票，並恢復或設立全國鄉鎮市區黨部。
3. 舉辦顧主權說明會：要深入基層宣揚捍衛台灣主權獨立的重要性。
4. 加強組訓：要定期舉辦組訓，強化台灣主權意識及訓練社區活動、拉票催票、監票、抓賄選等工作。
5. 發動群眾修正公投法：要發動群眾運動，要求國民黨修正公投法，落實人民公投權。
6. 贏得7合1選舉：要開始物色2014年底選舉候選人，並進行輔選。
7. 加強對美工作：要遊說美國政府支持民進黨。
8. 特赦陳水扁總統：要堅決要求馬英九總統特赦陳水扁，以降低族群對立，促使台灣社會和諧，建立健全的民主制度。

#### 蘇煥智
民進黨要再度執政，必須開拓新路：
作為唯一的中生代參選人，煥智若擔任黨主席，必將致力於：
1. 堅守台灣主權獨立的立場，必要時採取群眾運動以捍衛台灣。
2. 成立「國家安全及公共利益評估機制」，務實把關涉中國之經貿、金融、文教…等相關政策。
3. 沒有派系包袱，可以公平公正處理黨務，避免派系惡鬥，並推動「世代合作」平台，團結民進黨。
4. 學習林義雄無私精神，專心輔選，擔任黨主席絕不參選2014及2016。
5. 恢復黨員初選投票權。
6. 恢復鄉鎮得設黨服務處。
7. 成立影子內閣，強力監督馬政府，並培養專業國政幕僚。
8. 為因應2014年七合一地方選舉，應廣徵人才，向下扎根：
  1. 依立委選區設立黨服務處。
  2. 推動全國各鄉鎮城鄉總體營造運動，蛻變民進黨。

#### 許信良
#支持蔡英文再戰2016。
1. 讓蔡英文在2012總統大選所提的主要政見，成為本黨的正式文獻。
2. 讓2016總統候選人以及艱困選區的立委候選人，提早在2014年和七合一選舉的候選人同時提名。
3. 讓本黨成為照顧貧弱族群的政黨，成為高舉社會福利大旗的政黨。
4. 讓本黨重新成為所有民主運動者以及所有社會運動者的溫暖大家庭。

#### 吳榮義
經濟衰頹、民主倒退、社會不安、主權流失、國格淪喪，台灣陷入空前危機。民進黨應扮演強而有力的反對黨，整合各界力量，堅守民主、人權、公平、正義等
核心價值，守護台灣，保障人權，才能重返榮耀，贏得人民信任。
七大策略
1. 提出短、中、長期黨的發展策略
2. 善用國安、政務人才與知識界力量，深化決策
3. 強化財經論述，處理社會經濟失衡
4. 深化國際問題處理能力
5. 整合立院黨團與執政縣市發揮最大戰力
6. 凝聚黨員，強化組織
7. 與公民社會力量合作

發起二次創黨運動
面對當前國內外新形勢，須再造黨的活力、生命力、決策力與領導力，發揚創黨精神、重拾無私奉獻初衷，發起「二次創黨運動」，重拾支持者熱情，守護人民
權益，堅定民主價值，守護台灣，重新執政。

#### 蘇貞昌
為打贏2014，重返執政，打造一個更大、更好、更符合人民期待的民進黨，我們要找回創黨精神，要堅持台灣價值，要超越現在的思考。
要找回的是：無私無我，只有團結，才能讓現在的支持者安心，才能找回過去的夥伴，也才能爭取更多未來的同志。
要堅持的是：民主、自由、人民當家作主，這些價值不能退縮、不能妥協、更不能出賣。
必須超越一次選舉的思考，不祇要為2014做好準備，更要讓人才甄選、組織經營永續發展。
必須超越一個政黨的思考，要結合社會的各種力量，團結不同的主張，讓公民社會更強大！

必須超越現在的台灣來思考，當一個關心世界、走入世界的政黨；積極自信與中國交往，協助中國走向民主，確保台灣生存發展，促成雙方的共存共榮。

## 選舉結果

### 得票統計
| 號次   | 候選人 | 候選人 | 得票數  | 得票率  | 狀態    |
| ------ | ------ | ------ | ------- | ------- | ------- |
| 1      |        | 蔡同榮 | 12,497  | 11.28%  |         |
| 2      |        | 蘇煥智 | 23,281  | 21.02%  |         |
| 3      |        | 許信良 | 2,763   | 2.49%   |         |
| 4      |        | 吳榮義 | 16,315  | 14.73%  |         |
| 5      |        | 蘇貞昌 | 55,894  | 50.47%  |         |
| 投票數 | 投票數 | 投票數 | 110,732 | 110,732 | 110,732 |
| 投票率 | 投票率 | 投票率 | 68.62%  | 68.62%  | 68.62%  |

### 相關選舉
- 2010年民主進步黨主席選舉
- 2011年民主進步黨總統提名選舉
- 2012年中華民國總統副總統及立法委員選舉
- 2014年中華民國地方公職人員選舉

### 內文注釋
1. ↑  蔡同榮出生於台灣日治時期。
2. ↑  許信良出生於台灣日治時期。
3. ↑  吳榮義出生於台灣日治時期。

### 外部連結
- 2012年第14屆黨主席暨第15屆全國黨員代表選舉公告、登記相關事項，民主進步黨。
- 2012年第14屆黨主席及第15屆全國原住民族黨員代表選舉登記名單，民主進步黨。
- 2012第14屆黨主席及第15屆全國原住民族黨員代表選舉公告，民主進步黨。
- 民主進步黨第十四屆黨主席選舉結果新聞稿[永久]，民主進步黨。